# TEM3型柴油机车
TEM3型柴油机车（俄语：ТЭМ3）是苏联铁路的调车柴油机车车型之一，由布良斯克机械制造厂设计制造，于1979年至1992年间共生产了29台。

## 发展历史
1979年，布良斯克机械制造厂在TEM2型柴油机车的基础上，试制了首台TEM3-001号柴油机车。TEM3型机车的主要特点为采用了新型无导框式轴箱转向架，而车体上部结构均沿用自TEM2型机车，所有主要设备（柴油发电机、牵引电动机、辅助机械等）均完全相同，机车的整备重量、油水储备量、牵引性能参数亦不变。1980年，TEM3-001号机车在全苏铁道运输科学研究院的环形铁道试验线上进行了牵引及动力学性能试验。试验结果显示，与采用导框式轴箱转向架的TEM2型柴油机车相比，TEM3型机车的转向架拥有更好的动力学特性。此后，布良斯克机械制造厂开始小批量生产TEM3型机车。
1986年，布良斯克机械制造厂试制了TEM3M-001号机车，并在1986年国际铁路运输展览会展出，该型机车改用由科洛姆纳内燃机车制造厂研制的2-6Д49型柴油机。

## 参看
- TEM2型柴油机车
- TEM4型柴油机车